# RCRI
Revised Cardiac Risk Index（RCRI、改訂心臓リスク指数）は、患者の周術期心臓合併症のリスクを推定するために用いるツールである。RCRIおよび類似の臨床予測ツールは、外科手術患者のコホートにおける術前変数（例えば、患者の年齢、手術の種類、併存疾患、または血液検査）と心臓合併症のリスクとの関連を調べることによって導き出される。ロジスティック回帰分析で独立危険因子であった変数がリスク指標に組み込まれる。この解析対象のコホートを"derivation cohort"という。その後、別のコホート（検証コホート、"validation cohort"）でリスク指標の正確性と妥当性を検証するのが理想的である。1977年にGoldmanらは、周術期の心臓合併症のリスク上昇に関連する9つの変数を含む最初の心臓リスク指標を開発した。これはOriginal Cardiac Risk Index（あるいはGoldman Cardiac Risk Index: GCRI）として知られるようになった。1999年、Leeらは、2893人の患者コホートから得られた心臓リスク指数を発表し、さらに非心臓大手術を受けた50歳以上の1422人の患者コホートで検証した。これがRevised Cardiac Risk Index (RCRI)として知られることになる。Leeは、心臓合併症のリスク上昇を予測する6つの独立変数を同定した。患者の周術期心臓合併症のリスクは、それらの変数の数とともに増加した。
| RCRI |
| --- |
| 1. 虚血性心疾患の既往 |
| 2. うっ血性心不全の既往 |
| 3. 脳血管疾患（脳卒中または一過性脳虚血発作）の既往 |
| 4. 周術期にインスリン投与を必要とした糖尿病の既往 |
| 5. 慢性腎臓病（CKD） [血清クレアチニン値 > 2 mg/dL (176.8 μmol/L)の合併 |
| 6. 鼠径部より上の血管手術、腹部もしくは胸部手術。 |
| 上記の項目の該当数により、非血管手術における心血管イベントの生じる確率は以下の通りとなる（括弧内は血管手術）。 0: 0.91%（3.2%） 1: 2.9%（7.7%） 2: 7.2%（11.9%） ≥3 以上: 13.7%（19.0%） |

GCRIと比較して、RCRIはより使いやすく、より正確であった。RCRIは臨床や研究で広く用いられ、2007年のアメリカ心臓協会（AHA）と米国心臓病学会（American College of Cardiology: ACC）の術前心臓リスク評価ガイドライン（ACC/AHAガイドライン）に修正された形で組み込まれた。ACC/AHAガイドラインでは、スクリーニングアルゴリズムに5つの臨床的RCRI基準を用いている。手術特異的リスク（上記リストの6番目）は、アルゴリズムに別途含まれている。基準4のインスリンを必要とする糖尿病も、ACC/AHAのアルゴリズムでは全ての糖尿病に変更された。

2014年ACC/AHA周術期ガイドラインでは、米国外科学会が米国の252以上の研究参加病院で行われた手術のデータを前向きに収集し、2つの新しいツールを作成したと述べられている。これらのリスク計算ツールの作成には、100万件以上の手術データが用いられた。このツールには、鼠径ヘルニアを基準群として、さまざまな手術部位の修正オッズ比が含まれている。対象合併症は、心停止（「一次または二次救命処置の開始を必要とする重症不整脈」と定義）または心筋梗塞（以下のうち1つ以上と定義：心電図上の心筋梗塞所見、1領域以上の1mm以上のST上昇、新たな左脚ブロック、2領域以上の新たなQ波、心筋虚血が疑われる状況での正常値の3倍を超えるトロポニン）とした。

## 代替指標
2022年、Onishchenkoらは、人工股関節置換術および人工膝関節置換術後の主要有害心イベント（major adverse cardiac event: MACE）リスクを評価するためのCardiac Comorbidity Risk（CCoR）スコアを発表し、予測性能においてRCRIを凌ぐと主張した。RCRIとは異なり、CCoRは心イベントのリスクを増大させる微妙な併存疾患の徴候を同定するために受診歴を調査し、RCRIが用いる危険因子に全く該当しない患者などの「低リスク」患者を確実に評価できるとしている。